# Елаті Мохамед Мішель
Мохамед Мішель Елаті (араб.محمد ميشيل العتي,нар.29 квітня 1945 Бардо,Регентство Тунісу) — туніський дипломат. Надзвичайний і Повноважний Посол Тунісу в Україні

## Життєпис
У 1967 закінчив Лозанський університет, вищі політичні курси. У 1979 Женевський університет, вищі міжнародні курси.
З 1967 по 1971 — секретар, начальник відділу країн Азії МЗС Тунісу.
З 1971 по 1975 — 1-й секретар посольства Тунісу в Туреччині.
З 1975 по 1978 — 1-й секретар постійного представництва Тунісу при Європейському відділенні ООН.
З 1978 по 1983 — начальник відділу неприєднання та міжнародної конференції, начальник відділу співробітництва з регіональними відділами МЗС Тунісу.
З 1983 по 1985 — 1-й радник посольства Тунісу в Кот-д'Івуар.
З 1986 по 1988 — заступник директора Дирекції країн Америки МЗС Тунісу.
З 1988 по 1992 — радник-посланник апосольства Тунісу в Марокко.
З 1992 по 1996 — директор відділу країн Магрибу.
З 1996 по 1998 — Надзвичайний і Повноважний Посол Тунісу в Києві (Україна).